# Kinleyside (Ausztráliai fővárosi terület)
Kinleyside a főváros, Canberra egyik elővárosa Gungahlin kerületben. A város George Kendall Kinleyside-ról kapta nevét. A legközelebbi külvárosok Kinleysidehoz: Hall, Nicholls,  Casey. A külvárost a Clarrie Hermes Drive határolja. A külváros további területét már feltérképezték, de még nem alakult ki. A külváros 1991 októberében alakult meg, de még 2011-ben sem volt egyetlen lakója sem. A területről már 2007 óta vannak olyan térképek, amelyeken feltüntetik, hogy itt a főváros egy leendő külvárosának van kijelölt helye. A területet már évekkel korábban felszabadították a kialakítandó külváros számára. (LDA)

## Földrajza
A szilur földtörténeti kor közepéről származó savas vulkáni sziklaképződmények találhatóak a város területe alatt.  A Hawkin vulkán működése nyomán kiemelkedett magasabb területek a város nyugati határában szürkészöld riodácit kőzetből épülnek fel. 

## Fordítás
Ez a szócikk részben vagy egészben  a   Kinleyside, Australian Capital Territory című angol Wikipédia-szócikk ezen változatának fordításán alapul.  Az eredeti cikk szerkesztőit annak laptörténete sorolja fel. Ez a jelzés csupán a megfogalmazás eredetét és a szerzői jogokat jelzi, nem szolgál a cikkben szereplő információk forrásmegjelöléseként.